# Незнайка учится
«Незнайка учится» — советский рисованный мультипликационный фильм 1961 года, по мотивам книги Николая Носова «Приключения Незнайки и его друзей».

## Сюжет
В начале мультфильма Гусля играл на органе песню «В траве сидел кузнечик». Незнайка обзавидовался и тоже решил попробовать стать музыкантом. Он пытался играть и на балалайке, и на скрипке, но они звучали недостаточно громко. В итоге Незнайка стал играть на трубе, но Гусля пытался вразумить его.
Во дворе Незнайку пытался утихомирить Знайка, но Незнайка утверждает, что нужно «привыкнуть» к его музыке, чтобы уши не болели. Этого никто не выдержал, и все коротышки выгнали Незнайку на улицу — вслед за ним идёт щенок Булька, который воет под его музыку.
Девочка, живущая в доме с сердечками, просит Незнайку «поиграть где-нибудь в другом месте». Второй сосед, пекарь, тоже не выдерживает баса трубы. Также и остальные — один из соседей замахивается на Незнайку дубиной, а другой пытается оглушить трубу доской забора, но падает в обморок, поскольку Незнайка успевает отойти. Третий сосед даже наливает воду в трубу, но Незнайка успевает её оттуда выплеснуть. Даже от ведра он «отдулся», набив шишку соседу, который пытался оглушить трубу доской забора. От оставшейся воды сосед очнулся и начал качаться, как пьяный.
В результате погони все соседи избили Незнайку так, что он провалился в канализационный люк, а его труба продырявилась. Остальные жители дома кидали вслед другие вещи, но ведро с водой и табурет упали на коротышку, который пытался оглушить трубу доской забора. При падении шифоньера все разбежались.
Выйдя из канализационного люка с дырявой трубой, Незнайка кладёт её под порог дома, где находится концертный зал Гусли, а Булька прячется в своей конуре. Позавидовав Тюбику, который нарисовал портрет Торопыжки, Незнайка решил тоже стать художником. Тюбик даёт Незнайке задание на два дня — нарисовать кувшин с кистями. Незнайка, вытряхнув всё содержимое кувшина, просто обводит его по контуру, а потом решает нарисовать внезапно появившегося Пончика. Тому портрет не понравился — у него на самом деле нет усов, нос не красный, а волосы не синие, а рыжие (видимо, Незнайка покрасил волосы Пончика в цвет его берета).
Незнайка решает сделать волосы Пончика зелёными, но тот не выдерживает и решает порвать портрет. Тогда Незнайка подписывает портрет печатными буквами, из-за чего между ним и Пончиком завязалась драка. В результате Незнайка пинком выгоняет Пончика, и тот разрыдался от отчаяния. Пришедшему доктору Пилюлькину Пончик рассказывает, как Незнайка нарисовал карикатуру на него.
Едва Пилюлькин вошёл, Незнайка уже успел нарисовать несколько портретов жителей Цветочного города и подписать каждый печатными буквами. Пилюлькин принимает это за «комедию» и смеётся над всеми портретами, кроме своего собственного, и последнего, который принадлежит Тюбику (очевидно, он не заметил этот портрет). Доктор недоумевает, что вместо носа у него градусник, и настоятельно рекомендует снять карикатуру. А чтобы вразумить Незнайку, Пилюлькин решает дать ему на ночь касторку. Незнайка, испугавшись, снимает портрет Пилюлькина.
Далее заходят механики Винтик и Шпунтик, которые тоже были недовольны карикатурами на них — у Винтика винт вместо носа, а у Шпунтика на носу гайка. Присутствующий при этом Пилюлькин смеётся над их реакцией. Винтик и Шпунтик просят Незнайку снять их портреты, обещая иначе не катать его на машине. Последним приходит Тюбик и, увидев свой собственный портрет, в гневе ударяет им Незнайку. То же самое делает и Пончик, а так как Незнайка сопротивлялся от испуга, он сам ударил Знайку его же портретом.
В третий раз Незнайка решил стать шофёром и просит Винтика и Шпунтика разрешить поездить на их гоночном автомобиле. Те возражают, мотивируя это тем, что Незнайка за всё берётся и ничего до конца не доводит, а машина — такая вещь, с которой шутить нельзя. Однако Незнайку это предостережение не останавливает, и он самовольно заводит двигатель машины. Та начала ускоряться, а Незнайка не знает, как остановиться. Из-за такой бешеной скорости он оставил Бульку без жилья и разрушил беседку Тюбика. В панике Незнайка просит Винтика и Шпунтика открыть ворота, но проезжает мимо и разрушает забор.
Выехав из города, Незнайка сбивает дорожные конусы, разрушает ещё один забор, зацепляет верёвку с бельём и сбивает доктора Пилюлькина. Последнего кладут на носилки и продолжают погоню за взбесившимся автомобилем. К тому времени Пилюлькин очнулся и выпил капли, а Незнайка в результате своей безалаберности падает в обрыв и травмируется. Незнайку кладут на носилки и доставляют в больницу к доктору Пилюлькину.
Незнайка плачет и визжит от боли (его щиплет йод), но Пилюлькин его успокаивает и перебинтовывает ноги. А другие жители Цветочного города тем временем пытались восстановить машину Винтика и Шпунтика, но она взрывается и пачкает сажей не успевшего отойти Пончика, который ел баранку. Пилюлькин же выкатывает Незнайку на инвалидной коляске на крыльцо, где тот будет дышать свежим воздухом, и отходит. Перепуганному щенку Бульке Незнайка признаётся в том, что он учинил, и понимает, что каждому делу учиться надо. В конце мультфильма он теребит Бульку пальцем по носу.

## Отличия от книги
По сравнению с книгой, мультфильм имеет множество отличий от 2, 3 и 5 глав.
| Отличия от книги | Отличия от книги | Отличия от книги |
| --- | --- | ---------------- |
| В книге | В фильме |                  |
| Когда соседи погнались за Незнайкой, ему удаётся убежать со своей трубой. | Незнайке не удаётся убежать от разъярённых соседей, и когда они его избивают, он проваливается в канализационный люк.                                                              |                  |
| Незнайка, увидев Гуньку на улице, зовёт его, чтобы его нарисовать | Незнайка, увидев Пончика на улице, зовёт его, чтобы его нарисовать |                  |
| Незнайка и Гунька начинают драться, и на шум прибегают другие коротышки. Незнайка, чтобы доказать, что это Гунька, подписывает его портрет. Гунька, обидевшись на Незнайку, уходит. | Незнайка подписывает портрет Пончика, и между ним и Пончиком завязывается драка, так как тот хочет уничтожить этот плохой портрет.                                                 |                  |
| Незнайка за одну ночь нарисовал карикатуры на других, и утром выставку устроил. | Незнайка за несколько минут нарисовал карикатуры на других и сразу выставку устроил.                                                                                               |                  |
| После доктора Пилюлькина приходит охотник Пулька, чтобы рассмотреть выставку. | После доктора Пилюлькина приходят механики Винтик и Шпунтик. |                  |
| Тюбик, рассердившись на Незнайку за «мазню», забирает у него краски и кисточку. | Тюбик огревает Незнайку его же карикатурой. |                  |
| Незнайка дарит Гуньке его портрет. Тот рвёт свой портрет на кусочки, и они мирятся.                                                                                                 | Пончик всё-таки уничтожает свой плохой портрет, огрев им Незнайку. |                  |
| После неудачи в рисовании Незнайка решает стать поэтом. | После неудачи в рисовании Незнайка хочет научиться водить машину. |                  |
| Торопыжка объясняет Незнайке, что на это долго учиться надо. Незнайка, обидевшись за «жадность», по его мнению, уходит.                                                             | Винтик и Шпунтик объясняют Незнайке, что на это долго учиться надо. Незнайка начинает крутить рычаги, думая, что нету ничего сложного, за что Винтик и Шпунтик прогоняют Незнайку. |                  |
| Натерпевшись йода и вытаскивания заноз, Незнайка сбегает к своему другу Гуньке. | Доктор Пилюлькин, закончив с лечением Незнайки, выкатывает его в инвалидной коляске на улицу и запрещает ему вставать.                                                             |                  |
| Автомобиль падает в воду и тонет. | Автомобиль перелетает мост над рекой, срывается с обрыва и взрывается, пачкая Пончика сажей.                                                                                       |                  |

## Создатели
- Автор сценария — Николай Носов.
- Режиссёр-постановщик — Пётр Носов.
- Художники-постановщики — Лидия Модель; Василий Рябчиков.
- Композитор — Михаил Меерович.
- Звукооператор — Георгий Мартынюк.
- Оператор — Екатерина Ризо.
- Редактор — Зинаида Павлова.
- Ассистенты режиссёра — Е. Туранова; Т. Теплякова.
- Художники-мультипликаторы:
  - Лидия Резцова (в титрах, как А. Резцова)
  - Юрий Бутырин
  - Ольга Столбова
  - Борис Чани
  - Галина Караваева
  - Елизавета Комова
  - Ефим Гамбург
  - Татьяна Фёдорова
  - Александр Давыдов
  - Иван Давыдов
  - Владимир Арбеков
- Художники-декораторы — Ирина Светлица; Ольга Геммерлинг.
- Директор картины — Фёдор Иванов.

## Роли озвучивали
| Актёр             | Роль                                |
| Сергей Цейц       | Гусля                               |
| Георгий Вицин     | Доктор Пилюлькин                    |
| Мария Виноградова | Незнайка / Знайка / Соседи          |
| Галина Иванова    | Винтик / Шпунтик                    |
| Юрий Хржановский  | Булька / Пончик / Тюбик / Торопыжка |
| Галина Новожилова | Девочка                             |